# Yorkville (Ohio)
Yorkville es una villa situada en los condados de Belmont y Jefferson, Ohio, Estados Unidos. Tiene una población estimada, a mediados de 2023, de 942 habitantes.

## Geografía
La localidad está ubicada en las coordenadas 40°09′14″N 80°42′25″O / 40.15389, -80.70694 (40.15382, -80.707064). Según la Oficina del Censo, tiene una superficie total de 1.55 km², de los cuales 1.53 km² corresponden a tierra firme y 0.02 km² están cubiertos de agua.

## Demografía
Según el censo de 2020, en ese momento había 968 personas residiendo en la localidad. La densidad de población era de 632.68 hab./km². El 91.2% de los habitantes eran blancos, el 2.5% eran afroamericanos, el 0.1% era asiático, el 0.1% era isleño del Pacífico, el 0.4% eran de otras razas y el 5.7% eran de una mezcla de razas. Del total de la población, el 1.0% eran hispanos o latinos de cualquier raza.